# Martin’s Cave
Martin’s Cave – jaskinia na Gibraltarze w Skale Gibraltarskiej, zamieszkała przez ludzi w paleolicie, w czasach nowożytnych odkryta w 1821 roku.

## Historia odkrycia
Jaskinia była zamieszkiwana przez ludzi w paleolicie (w jaskini zachowała się sztuka naskalna kultury solutrejskiej). Znana była także w średniowieczu. W czasach współczesnych jaskinia miała zostać odkryta przez żołnierza artylerii w 1821 roku, na którego cześć nazwano jaskinię. George Palao uważał, że pierwsza eksploracja jaskini nastąpiła w 1840 przez kapitana Webbera-Smitha. Dla ułatwienia dojścia jaskini utworzono ścieżkę nazwaną Martin's Path. W jaskini znaleziono pozostałości bytności człowieka, fragmenty ceramiki, ostrza, krzemienie, szczątki ptaków, ryb i gadów. W 1867 roku kapitan Frederick Brome znalazł w jaskini miedzianą płytkę o wymiarach 41x41 mm pochodzącą z około 1160 roku; płytka o nieznanym przeznaczeniu jest pokryta wielobarwną emalią z wizerunkiem ptakokształtnego potwora, została podarowana Muzeum Brytyjskiemu w 1867 roku wraz z innymi przedmiotami znalezionymi w jaskini (3 klamry, 2 miecze i 1 pochwa) przez znalazcę.

## Charakterystyka
Jaskinia znajduje się we wschodniej części Skały Gibraltarskiej (duże wejście znajduje się od strony morza), około 170–179 m n.p.m. Maksymalna długość jaskini wynosi około 34 metry. We wnętrzu znajduje się duża sala ze spągiem opadającym ku zachodowi, a w niej kilka stalagnatów oraz małe stalaktyty i stalagmity. Obecnie strop jaskini jest dosyć suchy.
Jaskinia była zamieszkiwana przez nietoperze, w latach 60. XX wieku populację oszacowano na 5 000 osobników podkasańca zwyczajnego i 1000 osobników nocka dużego, w 1969 roku stwierdzono również występowanie borowca wielkiego, jednak nie stwierdzono obecności żadnych nietoperzy podczas badań w grudniu 2002 roku. Możliwe, że nietoperze zostały wypłoszone przez ludzi palących ogniska w jaskini; w ramach ograniczenia dostępu do niej kilkukrotnie zamontowano kratę przed wejściem, która jednak była niszczona.
Przy wejściu rośnie kilka paproci, m.in. adiantum właściwe.

## Galeria

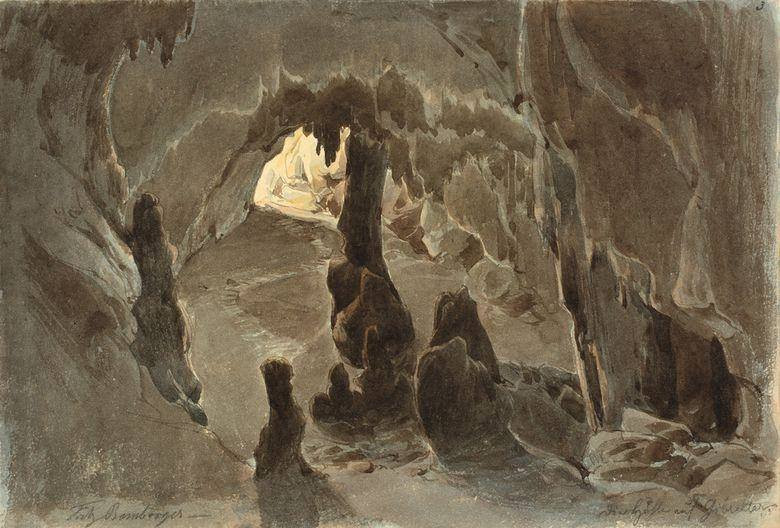
Obraz Fritza Bambergera przedstawiający wnętrze jaskini (1850)
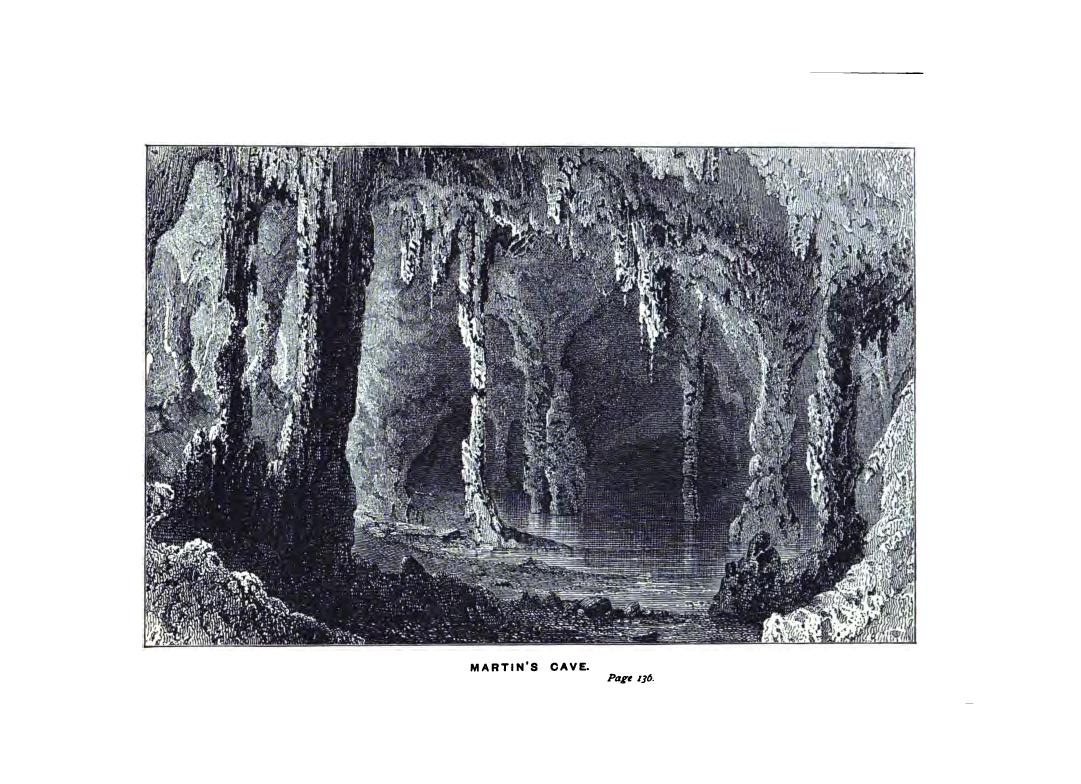
Grafika z wnętrzem jaskini (1879)
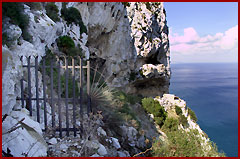
Krata przed wejściem (2013)
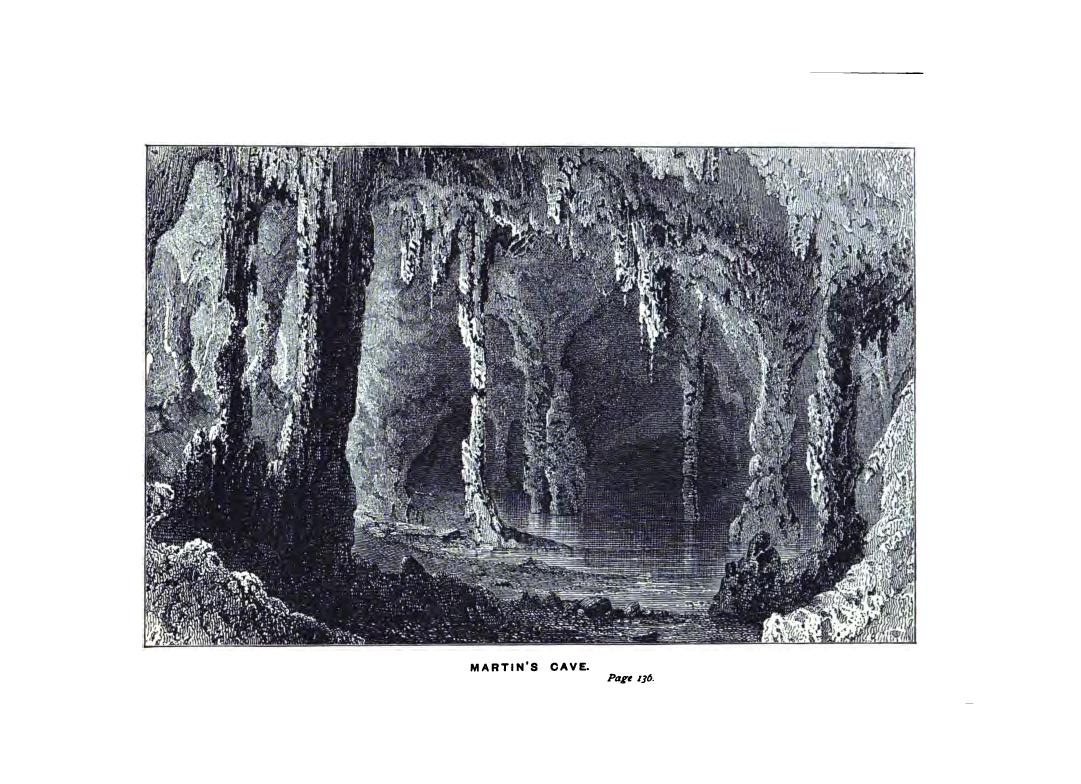
Wejście (2013)
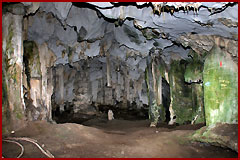
Algi na ścianie (2013)
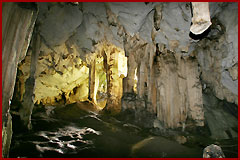
Światło słoneczne w jaskini (2013)